# Orlando le Fleming

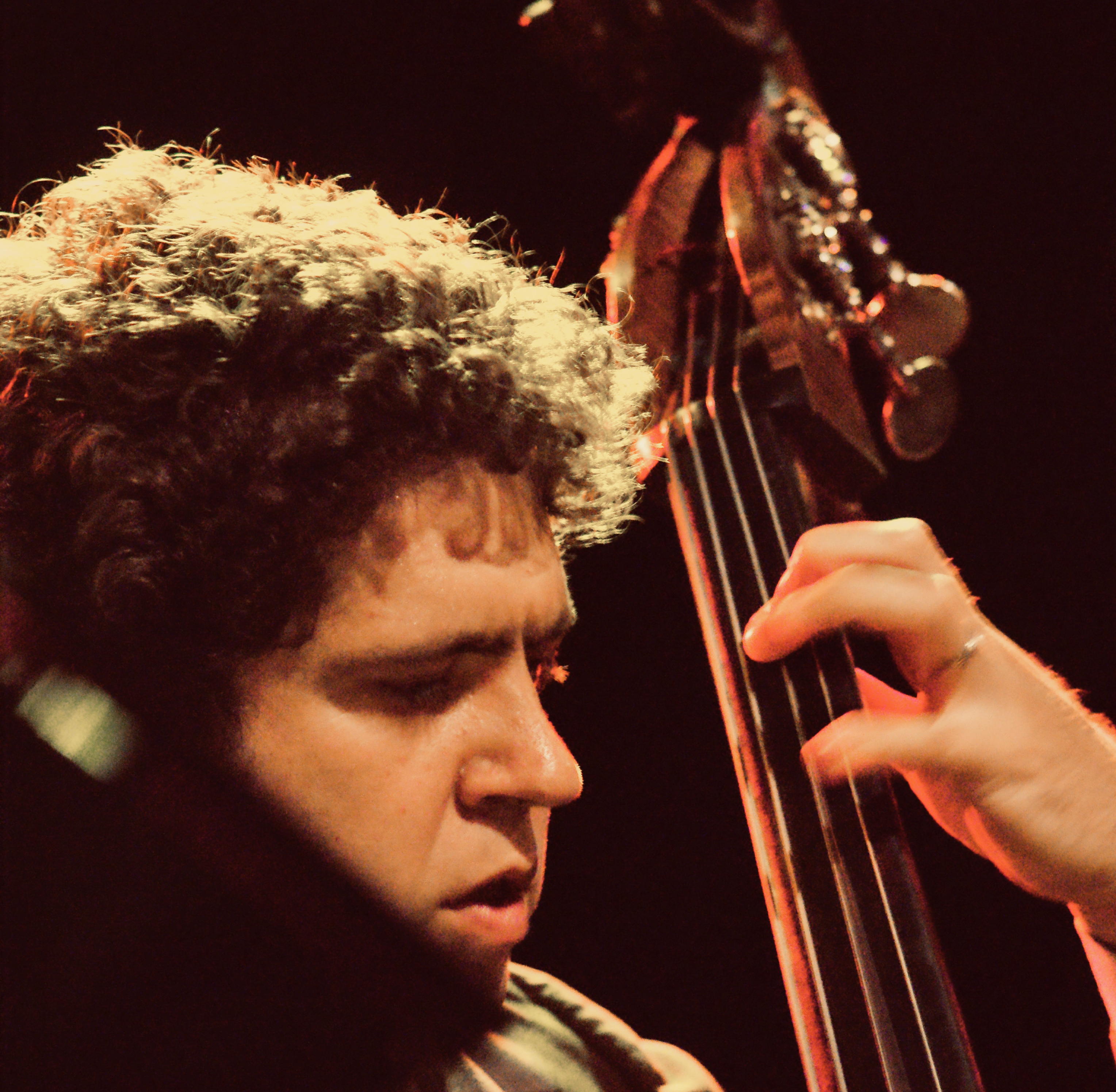
Orlando le Fleming 2011

Orlando le Fleming (eigentlich Antony Orlando Frank Le Fleming, * 7. Juli 1976 in Birmingham) ist ein britischer Jazzmusiker (Kontrabass, Komposition) und ehemaliger Cricketspieler.

## Leben und Wirken
Le Fleming begann in den 1990er-Jahren eine Karriere als Batsman im englischen Cricket. So spielte er von 1992 bis 1996 für Devon in der Minor Counties Championship. 1994 und 1996 bestritt er jeweils ein List-A-Cricket-Spiel in der NatWest Trophy.
Anschließend studierte er an der Londoner Royal Academy of Music; im Rahmen der Ausbildung entstanden 1996 erste Aufnahmen mit Gareth Lockrane, David Beebee und Hugh Fraser. Ab den späten 1990er-Jahren arbeitete er in der britischen Jazzszene u. a. mit Jason Rebello/Mark Turner, Dave O’Higgins, Roger Beaujolais, Guy Barker, Billy Cobham und Jane Monheit. 2000 legte er mit dem Pianisten Craig Milverton und dem Schlagzeuger Steve Brown das Album It's a Jazz Life (Raymer Sound) vor.
In den 2000er-Jahren arbeitete le Fleming außerdem mit Chris Higginbottom/Seamus Blake (One, 2005), Ari Hoenig (Bert's Playground 2007), Iain Ballamys Anorak und mit Lage Lund und Will Vinson im OWL Trio, im folgenden Jahrzehnt mit Mark Lockett, Joey Calderazzo, Ben Sidran, Jeff Tain Watts, in Deutschland mit Tobias Meinhart und Jochen Rückert. Unter eigenem Namen legte er 2017 mit seiner Band Romantic Funk ein gleichnamiges Album vor. Im Bereich des Jazz ist er zwischen 1996 und 2016 bei 45 Aufnahmesessions gelistet.
Gegenwärtig (2019) gehört er dem David Berkman Quartet an.

## Diskographie
- From Brooklyn with Love – Live at Freddy's (Nineteen Eight, 2009), mit Will Venson, Lage Lund, Antonio Sánchez
- Romantic Funk:  The Unfamiliar (2020)
- Miki Yamanaka: Human Dust Suite (2020)
- Orlando Fleming & Romantic Funk: Wandering Talk (2024)